# Індикатор компрометації
Індикатор компрометації — це артефакт, що спостерігається в мережі або операційній системі, який із високою достовірністю вказує на комп'ютерне вторгнення.

## Види індикаторів
Типовими індикаторами є сигнатури вірусів та IP-адреси, хеші MD5 файлів зловмисного програмного забезпечення або URL-адреси чи доменні імена командних і контрольних серверів ботнетів. Після ідентифікації індикаторів компрометації за допомогою процесу реагування на інциденти та комп'ютерної експертизи їх можна використовувати для раннього виявлення майбутніх спроб атак за допомогою систем виявлення вторгнень і антивірусного програмного забезпечення.

## Автоматизація
Існують ініціативи щодо стандартизації формату опису індикаторів компрометації для більш ефективної автоматизованої обробки. Відомі індикатори, якими зазвичай обмінюються в межах галузі, де використовується Traffic Light Protocol.